# Nena
Nena, Габріеле Сюзанне Кернер (нім. Gabriele Susanne Kerner; нар. 24 березня 1960), Гаґен, ФРН) — німецька співачка, композиторка та комедійна акторка, яка стала відомою після виходу пісні «99 Luftballons» у 1983 році та її англомовного варіанту «99 Red Balloons» у 1984 році. За свою кар'єру Nena продала понад 25 мільйонів платівок і, таким чином, стала однією з найуспішніших музикантів Німеччини.

## Дискографія
The Stripes
- 1980: The Stripes

Nena (група)
- 1983: Nena
- 1984: ? (Fragezeichen)
- 1984: 99 Luftballons
- 1985: Feuer und Flamme
- 1985: It's All in the Game
- 1986: Eisbrecher

Nena (сольна кар'єра)
- 1989: Wunder gescheh'n
- 1992: Bongo Girl
- 1994: Und alles dreht sich
- 1997: Jamma nich
- 1998: Wenn alles richtig ist, dann stimmt was nich
- 2001: Chokmah
- 2002: Nena feat. Nena
- 2005: Willst du mit mir gehn
- 2007: Cover Me
- 2009: Made in Germany
- 2012: Du bist gut
- 2015: Oldschool

## Цікаві факти
На її честь названий персонаж Nena, яка є другорядним антагоністом в манзі та аніме JoJo's Bizzare Adventure: Stardust Crusaders.
Озвучувала пірата Ен Боні у німецькому анімаційному фільмі Абрафакс - під піратським прапором.